# Servostyrning
Servostyrning är ett hydrauliskt, elektrohydrauliskt eller elektriskt hjälpsystem i styrsystemet på fordon. Servon gör att det krävs mindre kraft att vrida på ratten, utan att man behöver snurra ratten flera varv.
De flesta nya bilar har servostyrning som standard, från att tidigare ha varit tillval eller reserverat för större bilar. Anledningar till att servostyrning har blivit populärt är att de flesta bilar är framhjulsdrivna (och därmed trögare att styra), att bilar generellt har blivit tyngre och att breda däck har blivit vanligare. Billigare och enklare konstruktion för servomekanismen har också gjort att man kan montera servostyrning även i små och billiga bilar - trots att de skulle vara möjliga att köra även utan assistans.

## Hydrauliska system
Denna typ av servostyrning drivs av en pump som är kopplad till motorn med en drivrem. Pumpen levererar hydraulvätska under tryck. När ratten vrids och det är motstånd från hjulen öppnas en ventil som leder in hydraulvätskan till en kolv som hjälper till att vrida hjulen i den önskade riktningen. När man har vridit hjulen i det önskade läget upphör motståndet och då stängs ventilen. 
Fördelen med hydrauliska system är att de anses ge den bästa körkänslan. I vissa fall styrs trycket av bilens hastighet - högre tryck vid lägre hastighet. Det gör att man får mer kraft vid parkering och långsam körning när styrningen går trögare. Omvänt får man mindre kraft när bilen rullar i landsvägsfart och styrningen ändå går ganska lätt. Om trycket skulle försvinna i systemet finns fortfarande den mekaniska kopplingen kvar så att man kan styra. Enda skillnaden är att det går tyngre. En nackdel med ett hydrauliskt system är att pumpen tar kraft från motorn även när man inte styr bilen. Servopumpen kan behöva bytas ut eller repareras om servoverkan har börjat bli sämre eller om systemet läcker vätska. 

## Elektrohydrauliska system
I detta system drivs pumpen av en elmotor. I övrigt är konstruktionen likadan som ovanstående. En fördel med att använda den elektrisk pump är att den kan slå på/av automatiskt efter behov och därmed sparar energi. Nackdelen är att det blir något fler komponenter som ska tillverkas och underhållas (men å andra sidan blir det en komponent mindre som behöver monteras på själva motorn). 

## Elektriska system
Helt elektriska system utan hydraulik har blivit vanligare under 2000-talet. Oftast sitter det inbyggt i kuggstången, vilket gör det enkelt att bygga bilar med eller utan servostyrning. Det är billigare att tillverka och minskar bränsleförbrukningen jämfört med hydrauliska system. Nackdelen är sämre känsla i styrningen, även om de elektriska systemen börja närma sig de hydrauliska i det avseendet.
Om servostyrningen slutar fungera kan man köra utan servohjälp, men oftast blir det väldigt tungt att styra på grund av att utväxlingen är anpassad för servo. Reparation av elektrisk servostyrning innebär oftast byte av hela kuggstången.